# Шерли
«Ше́рли» (англ. Shirley) — роман английской писательницы Шарлотты Бронте, написанный ею в 1849 году под псевдонимом Каррер Белл. Роман был навеян живыми впечатлениями от разгоравшегося чартистского движения. Шарлотта Бронте писала «Шерли» в трудные для неё дни. За время, прошедшее с начала работы над романом до его завершения, умерли от туберкулёза её брат Бренуэлл и две сестры — Эмили и Энн.

## Персонажи
- Роберт Мур (англ. Robert Gérard Moore) — фабрикант, чьё дело приостановлено из-за восстания луддитов. Двоюродный брат Каролины.
- Луи Мур (англ. Louis Gérard Moore) — брат Роберта, работает гувернёром в доме мистера Симпсона — дядюшки Шерли.
- Каролина Хелстоун (англ. Caroline Helstone) — неуверенная в себе, застенчивая, однако умная и одаренная девушка, бесприданница. Лучшая подруга Шерли. Распространено мнение, что прототипом Каролины послужила Энн Бронте, но подруга Шарлотты Бронте Эллен Насси[англ.], утверждала, что прообразом послужила она сама.
- Шерли Килдар (англ. Shirley Keeldar) — богатая наследница. Своевольная, независимая и решительная молодая женщина. Своему первому биографу, Элизабет Гаскелл Шарлотта говорила, что Шерли — это портрет её сестры Эмили в достатке и благополучии. Однако Эллен Насси, которая была также близко знакома с Эмили, не находила у них общих черт[1].
- Мистер Йорк (англ. Hiram Yorke) — местный землевладелец.

## Время действия
Шарлотта обратилась в своём романе к началу века, к восстаниям луддитов — разрушителей машин. Она много знала об этом стихийном рабочем движении, которое разгорелось между 1811 и 1816 годами. Северные районы Англии (в том числе Йоркширское графство, родина Шарлотты) стали его очагами. Технические изобретения и внедрение машин позволили фабрикантам уволить многих ткачей и усилить эксплуатацию, запугивая остальных новыми увольнениями. Безработные, доведённые до отчаяния, обрушили свой гнев на машины. Они называли себя луддитами, в честь легендарного Лудда, который якобы первый сломал, ещё в XVIII веке, вязальный станок.
Шарлотта понимает, что путь революции — не выход из ситуации. «Другая, более совершенная суконная фабрика поднимется на её развалинах, и другой, более предприимчивый владелец, придёт на её место», — говорит Роберт Мур (герой романа). В конце романа маленькая фабрика превращается в большое цветущее предприятие, она окружена целым городом, где, опекаемые Шерли и Каролиной, в хороших условиях живут рабочие:

«Похоже, что предсказания Роберта Мура, во всяком случае частично, сбылись. Не так давно я посетила лощину, где раньше, говорят, были только дикие зеленые заросли, и увидела, что мечты фабриканта воплотились в каменные и кирпичные строения, в широкую черную дорогу, в дома и сады. Там же я видела большую фабрику с такой высокой трубой, что она могла бы поспорить с вавилонской башней».

Смелостью проблематики отличается роман «Шерли», в котором на широком фоне социально-исторических событий начала XIX века (война с Наполеоном, континентальная блокада Англии, выступления луддитов) изображается война рабочих и фабриканта. События происходят в 1812 году, однако описаны они с учётом чартистского движения. Бронте пишет о «ненависти, рождённой нищетой». Возмущение и протест рабочих она считает закономерным следствием невыносимо тяжёлых условий их жизни. Не являясь сторонницей революционных методов борьбы, Шарлотта Бронте полагает возможным улучшить положение народа «разумной» деятельностью буржуазии и в финале романа предлагает явно утопическую программу преобразования общества.

## Сюжет
«Шерли» — пылкое описание конфликта поколений, полов и социальных слоёв. Фабрикант Роберт Мур собирается жениться на богатой наследнице Шерли, хотя его сердце принадлежит бесприданнице Каролине, а сама Шерли влюблена в брата Роберта, нищего учителя.

## Стиль написания
В отличие от романа «Джейн Эйр», который написан от первого лица главной героини, «Шерли» рассказан от третьего лица. В своём третьем романе «Городок», Шарлотта Бронте вернётся к прежнему стилю повествования от первого лица главной героини Люси Сноу.

## Экранизации
Роман «Шерли» был экранизирован лишь однажды, в 1922 году. Это немое кино было снято режиссёром А. В. Брамблом (англ. A. V. Bramble). В роли Шерли выступила актриса Карлотта Бриси (англ. Carlotta Breese).
- Shirley на сайте IMDB (англ.). — Internet Movie Database. Архивировано из оригинала 7 августа 2010 года.

## Интересные факты
После выхода романа в свет, популярность имени Шерли неимоверно возросла, причём это имя можно использовать как для девочек, так и для мальчиков.

## Оглавление романа
- Глава I. Левиты
- Глава II. Фургоны
- Глава III. Мистер Йорк
- Глава IV. Мистер Йорк (Продолжение)
- Глава V. Домик в лощине
- Глава VI. Кориолан
- Глава VII. Священники в гостях
- Глава VIII. Ной и Моисей
- Глава IX. Брайермейнс
- Глава Х. Старые девы
- Глава XI. Филдхед
- Глава XII. Шерли и Каролина
- Глава XIII. Дальнейшие деловые отношения
- Глава XIV. Шерли ищет успокоения в добрых делах
- Глава XV. Изгнание мистера Донна
- Глава XVI. Троицын день
- Глава XVII. Школьный праздник
- Глава XVIII, которую любезный читатель может пропустить
- Глава XIX. Летняя ночь
- Глава XX. На следующий день
- Глава XXI. Миссис Прайор
- Глава XXII. Две жизни
- Глава XXIII. Вечер в гостях
- Глава XXIV. Долина смерти
- Глава XXV. Западный ветер
- Глава XXVI. Старые ученические тетради
- Глава XXVII. Первый «синий чулок»
- Глава XXVIII. Феб
- Глава XXIX. Луи Мур
- Глава XXX. Исповедь
- Глава XXXI. Дядюшка и племянница
- Глава XXXII. Школьник и лесная нимфа
- Глава XXXIII. Мартин берётся за дело
- Глава XXXIV. Домашние неурядицы
- Глава XXXV, в которой дело продвигается, но не намного
- Глава XXXVI, написанная в классной комнате
- Глава XXXVII. Заключительная
- Комментарии